# 1748 en ingénierie
Cet article présente les faits marquants de l'année 1748 en ingénierie.

## Évènements
- Horlogerie : Pierre Le Roy invente l'échappement à détente, perfectionné par le britannique John Arnold vers 1775[1].

## Naissances
- 13 avril : Joseph Bramah (mort en 1814), mécanicien et inventeur anglais.